# Usingen
Usingen er en by i den tyske delstat Hessen ved floden Usa og var hovedstaden i Nassau-Usingen.